# Камінний (Городищенський район)
Камінний (рос. Каменный) — селище у Городищенському районі Волгоградської області Російської Федерації.
Населення становить 1334  особи. Входить до складу муніципального утворення Каменське сільське поселення.

## Історія
Селище розташоване у межах українського історичного та культурного регіону Жовтий Клин.
Згідно із законом від 14 травня 2005 року № 1058-ОД органом місцевого самоврядування є Каменське сільське поселення.

## Населення
| 2010 | 2012  | 2013  | 2014  | 2015  | 2016  | 2017  |
| ---- | ----- | ----- | ----- | ----- | ----- | ----- |
| 1398 | ↗1402 | ↘1367 | →1367 | ↘1343 | ↗1353 | ↘1334 |